# رافائل کوتینیو بارسلوس دوس سانتوس
رافائل کوتینیو بارسلوس دوس سانتوس (درگذشته ۴ اکتبر ۲۰۲۰) (به پرتغالی: Rafael Coutinho Barcellos dos Santos) هافبک اهل برزیل بود که در شهر Macaé و در تاریخ ۷ مارس ۱۹۸۴ به دنیا آمد. او در ۴ اکتبر ۲۰۲۰ و در سن سی و شش سالگی در اثر سکته قلبی درگذشت. 
رافائل کوتینیو بارسلوس دوس سانتوس در تیم‌های فوتبال واسکو دوگاما سابقهٔ حضور داشته است.